# 吉野貴大
吉野 貴大（よしの たかひろ、8月29日 - ）は、日本の男性声優。大阪府豊中市出身。ケンユウオフィス所属。

## 略歴
龍谷大学文学部日本語日本文学科卒業。
映像テクノアカデミア出身。

## 人物
方言は大阪弁、京都弁。
趣味はミュージカル鑑賞、読書、広告を見ること。特技は書道、部屋の片付け。

## 出演
太字はメインキャラクター。

### テレビアニメ
2014年
- Z/X IGNITION

2015年
- ルパン三世 PART IV（警官A）

2016年
- 紅殻のパンドラ（部下A）
- ドリフターズ（コボルト兵）

2017年
- ドラえもん（テレビ朝日版第2期）（2017年 - 2021年、歩兵②、番兵、ドラゴン、おもちゃ屋さん）
- ブラッククローバー（少年、ガヤヤ）

2018年
- ルパン三世 PART5（チャップチャプ）
- 奴隷区 The Animation（バーのママ）
- からくりサーカス（オートマータF、オラーツィオ）

2019年
- 進撃の巨人（調査兵）
- かつて神だった獣たちへ（兵士A）
- 僕のヒーローアカデミア（記者）
- ちはやふる3（2019年 - 2020年、K大かるた部員、男子選手）

2020年
- 彼女、お借りします（2020年 - 2025年、笹野丈史、戸隠、男子学生、男性） - 3シリーズ
- 体操ザムライ（コメンテーターC、先生、男性コーチ、店員、ノエル）
- いわかける! -Climbing Girls-（先生）
- 呪術廻戦（西村）

2021年
- 怪病医ラムネ（カメラマン、男子2）
- TSUKIPRO THE ANIMATION 2（望月皆人）
- アイドリッシュセブン Third BEAT!（スタッフB）

2022年
- ルパン三世 PART6（チア）
- であいもん（からしB、たい焼き屋）
- 舞妓さんちのまかないさん（男）
- ユーレイデコ（CMナレーション）
- 不滅のあなたへ（審問官）

2023年
- マッシュル-MASHLE-（生徒）
- 王様ランキング 勇気の宝箱（人影）
- 七つの魔剣が支配する（生徒C）
- ポーション頼みで生き延びます!（セルジュ）
- 私の推しは悪役令嬢。（ディード）
- ウマ娘 プリティーダービー Season 3（観客）

2024年
- SYNDUALITY Noir
- 異修羅（黄都兵）
- BEYBLADE X（アマチュアブレーダー）
- 怪獣8号（オペレーター）
- 名探偵コナン（刑事）
- シンカリオン チェンジ ザ ワールド（ヒョロ田）
- 青のミブロ（町人）

2025年
- SAKAMOTO DAYS（男、受験生） - 2シリーズ
- るろうに剣心 -明治剣客浪漫譚- 京都動乱（町人、志々雄の部下、警官）
- 未ル わたしのみらい（男性）
- GUILTY GEAR STRIVE: DUAL RULERS（男）
- 青春ブタ野郎はサンタクロースの夢を見ない（カップル男、男性、クラスメイト、中学生、同級生男）

### 劇場アニメ
- 屍者の帝国（2015年）
- バースデー・ワンダーランド（2019年、ヤセ猫）
- ブルーサーマル（2022年、男子高校生[3]）
- 竜とそばかすの姫（2021年）

### Webアニメ
- バキ（2020年、観客）

### ゲーム
- アルケミアストーリー（2017年、ブライド）
- 武器よさらば（2017年、仮面騎士クリス）
- 三国 -IKUSA-（2018年）
- 言な絶えそね -行田創生RPG-（2018年、佐杏）
- JUDGE EYES:死神の遺言（2018年）
- 謀りの姫 -TABAKARI NO HIME-（2019年）
- クイズRPG 魔法使いと黒猫のウィズ（2020年、麿小路麿麻呂[4]）
- デュエル・マスターズ プレイス（2020 - 2021年、堅防の使徒アースラ、霊翼の宝アルバトロス、無双竜機ボルグレス・バーズ 他）
- ドラゴンクエストX 天星の英雄たち オンライン（2023年、ザグルフ、ヨヒア[5]）
- OCTOPATH TRAVELER II（2023年）
- ユニコーンオーバーロード（2024年、アルビオン賢人、傭兵（タイプF）/ NPC）
- ライドカメンズ（2024年）

### ドラマCD
- ALIVE Growth Drama CD vol.5（長岡博）
- 双子の魔法使いリコとグリ スイーツドラマ2（男子学生[6]）
- DIG-ROCK RUBIA Leopard Vol.1（スタッフ）

### BLCD
- 兎の森1（林）
- 言ノ葉便り（会社員）
- この手を離さないで（晴斗の母[7]）
- 不屈のゾノ（幸田）
- メメントスカーレット（警官）
- ヤリチン☆ビッチ部4（上野将）
- リンクス -Links-（男子生徒）
- 不機嫌イトコがかわい過ぎて仕方ないside直樹（八木）

### デジタルコミック
- それでは先生、お願いします。（2022年、編集長）[8]

### 吹き替え

#### 映画
- カポネ（ジュニア〈ノエル・フィッシャー〉）
- 消えない罪
- クーデター
- ザ・スイッチ（ストライカー）
- サマー・ヴェンデッタ（英語版）（アッテ〈サンテリ・ヘリンヘイモ・マンティラ〉）
- シャークネード エクストリーム・ミッション（ビリー〈ジャック・グリフォ（英語版）〉）
- 新感染半島 ファイナル・ステージ（キム二等兵〈キム・キュペク〉[9]）
- ジョーズ2（ティミー〈G・トーマス・ダンロップ〉[10]）※BSテレ東版
- シング・フォー・ミー、ライル[11]
- 人生、サイコー!（チャニング〈マシュー・ダダリオ〉）
- 神龍 ドラゴン・ライダー（元基）
- スター・ウォーズ/最後のジェダイ
- スポンティニアス（ディラン・ホヴメイヤー〈チャーリー・プラマー〉）
- タイガー・ハウス（英語版）
- Tick, tick... BOOM! : チック、チック…ブーン!（フレディ）
- 呪われた老人の館（ジョシュ〈ニコラス・アレクサンダー〉）
- バッド・ジーニアス 危険な天才たち（バンジョン[12]）
- バニシング（ドナルド・マッカーサー〈コナー・スウィンデルズ〉）
- パンドラ (2016年の映画)（朝鮮語版）
- ピーターラビット2/バーナバスの誘惑（カルロス〈トム・ゴールディング〉[13]）
- ブラック・ミラー: バンダースナッチ（英語版）（ステファン〈フィン・ホワイトヘッド[14]〉[15]）
- ブラッドショット（エリック〈シッダルタ・ダナンジャイ〉[16]）
- ミラクル・ニール!
- 女神の見えざる手
- ラヴレース（ハリー・リームス〈アダム・ブロディ〉）
- ラバランチュラ 全員出動!（英語版）（クリス〈パトリック・レナ（英語版）〉）
- ランペイジ 巨獣大乱闘（エバンス〈D・ジェームズ・ジョーンズ〉[17]）
- ワイルド・スピード/スーパーコンボ（CIA2[18]）
- Work It 〜輝けわたし!〜
- 藁にもすがる獣たち（ジンテ〈チョン・ガラム〉[19]）

#### ドラマ
- Away -遠く離れて-
- ARROW/アロー シーズン5（ビリー・マローン）
- WALKER/ウォーカー（ブレット〈アレックス・ランディ〉）
- 栄光へのスピン（ゲイブ）
- GIRLS/ガールズ シーズン4
- GIRLBOSS ガールボス（英語版）
- キリング/17人の沈黙（英語版）（トゥイッチ〈マックス・ファウラー〉）
- クラッシュとバーンスティーン（英語版）
- クリスティンの奇妙なお菓子教室（ノーマン）
- クリミナル・マインド 国際捜査班
- ケイティ・キーン（ホルヘ・ロペス〈ジョニー・ボーシャン〉[20]）
- ゴースト・ウォーズ（英語版）
- このサイテーな世界の終わり（英語版）
- THE BAY 3 ～偽りの仮面～（エディ〈トーマス・ロウ〉）
- サブリナ: ダーク・アドベンチャー（ロビン〈ドリアン・グレイ〉）
- ザ・ロッジ（ジョシュ）
- JUSTIFIED 俺の正義（マイク）
- 私立探偵ヴァルグ シーズン4
- 親愛なる白人様（カート）
- スキャンダル 託された秘密
- 赤い袖先（ホン・ドクロ〈カン・フン〉[21]）
- それいけ!ゴールドバーグ家（デイヴ・シロタ〈サム・キンドセス〉）
- デイブレイク ～世界が終わったその先で～（バリー）
- ティーン・ウルフ (テレビドラマ)（英語版）（ダニー）
- ドクターズ〜恋する気持（ウジン〈イ・サンヨプ（朝鮮語版）〉）
- トランスペアレント
- ハンドメイズ・テイル/侍女の物語
- 100日の郎君様（ポミ）
- フォーリング・ウォーター（英語版）（ウッディ〈カイ・レノックス〉）
- プリズン・ブレイク シーズン5（アンドリュー）
- HOMELAND シーズン4
- BONES シーズン9（デスティニー）
- ホテル ハルシオン（英語版）（ビリー・テイラー〈ユアン・ミッチェル〉）
- MANIFEST/マニフェスト（TJ〈ギャレット・ウェアリング〉）
- ミセス・アメリカ～時代に挑んだ女たち～（ジョン・シュラフリー）
- 模範家族（ハンチョル〈キム・ジュホン〉）
- LOVE/ラブ（英語版）

#### アニメ
- 悪魔城ドラキュラ -キャッスルヴァニア- シーズン2（盗人4）
- 悪魔バスター★スター・バタフライ（トム・ルシトール〈ライダー・ストロング〉）
- アングリーバード: クレイジー・サマーキャンプ（ハロルド）
- グリンチ（フーの夫(1)[22]）
- シーラとプリンセス戦士（ソーダポップ）
- ディスカバー・ビースト 〜愉快で残酷な野生のヒミツ〜（ディートリック）
- ピーターラビット（男性従業員[23]）
- ヒーマンとマスターズ・オブ・ユニバース（ヒーマン）
- ピンキー・マリンキー（ボブ）
- ブレイベスト・ウォリアーズ（ザック）
- マイ・エレメント（ラッツ[24]）
- ラマ・ラマ（英語版）（フラミンゴ巡査）
- ロボット・キッカーズ（英語版）（ゼトー）

#### テレビ番組
- アメリカお宝鑑定団ポーンスターズ
- ザ・イリュージョン!世界のトップマジシャンたち
- ザ・ハプニング 奇術師たちの挑戦（スチュアート）

### ボイスオーバー
- 奇跡体験!アンビリバボー
- THE NAKED
- 世界水泳
- パラリンピックドキュメンタリー WHO I AM
- BS世界のドキュメンタリー
- フィギュアGPシリーズ
- プロジェクト・ランウェイ10（ガンナー）

### ナレーション
- 愛ことば〜アスリートの言魂〜（番組ナレーション）
- 警視庁 特殊詐欺インフォマーシャル
- Z会 日本語運用能力テスト
- 東京書籍国語教材
- 日本経済新聞 障がい者スポーツマンガシリーズ～あくなき挑戦者たち～

### オーディオブック
- 記憶喪失になった僕が見た世界
- ヤバい集中力 1日ブッ通しでアタマが冴えわたる神ライフハック45
- ワインの科学　私のワインの探し方
- 婚活マエストロ [25]

### シリーズ一覧
1. ↑  第1期（2020年）、第2期（2022年）、第4期（2025年）
2. ↑  第1クール（2025年）、第2クール（2025年）

### 初出話一覧
1. ↑  第37話初出
2. 1 2  第2話初出
3. ↑  第13話初出
4. ↑  第17話初出
5. ↑  第23話初出
6. 1 2  第18話初出
7. ↑  第12話初出
8. ↑  第27話初出
9. 1 2 3 4  第3話初出
10. ↑  第1134話初出
11. ↑  第24話初出
12. 1 2  第5話初出
13. ↑  第42話初出
14. ↑  第43話初出
15. ↑  第46話初出
16. ↑  第4話初出
17. ↑  第6話初出
18. ↑  第7話初出